# Micandra sapho
Micandra sapho är en fjärilsart som beskrevs av Otto Staudinger 1888. Micandra sapho ingår i släktet Micandra och familjen juvelvingar. Inga underarter finns listade i Catalogue of Life.